# Borgo Veneto
Borgo Veneto ist eine italienische Gemeinde (comune) mit 7048 Einwohnern (Stand 31. Dezember 2023) in der  Provinz Padua (Region Venetien).

## Geografie
Borgo Veneto liegt etwa 35 Kilometer südwestlich von Padua und wenige Kilometer südwestlich der Euganeischen Hügel in der Norditalienischen Tiefebene.

## Geschichte
Die Gemeinde entstand im Februar 2018 aus dem Zusammenschluss der bis dahin eigenständigen Gemeinden Megliadino San Fidenzio, Saletto und Santa Margherita d’Adige.

## Verwaltungsgliederung
Zur Gemeinde Borgo Veneto gehören die sechs Fraktionen:
Dossi, Megliadino San Fidenzio, Prà di Botte, Saletto, Santa Margherita d’Adige und Taglie.

## Verkehr
Durch das Gemeindegebiet führt die  Strada Regionale und ehemalige Staatsstraße 10  Padana Inferiore von Turin nach Monselice sowie die Autostrada A31.